# Топит
«Топит» — песня российской певицы Анны Асти, выпущенная 25 октября 2024 года на лейбле Fenix Music. Слова и музыка Дмитрия Лорена.

## Отзывы критиков
| Оценки критиков | Оценки критиков |
| Источник        | Оценка          |
| --------------- | --------------- |
| «ИнтерМедиа»    | 7/10            |

Алексей Мажаев в обзоре для «ИнтерМедиа» отметил, что в песне вновь присутствуют знакомые элементы: голос Анны, авторство Дмитрия Лорена, история о разбитом сердце и советы, как забыть неудачу, однако если в большинстве песен Асти лирические героини, пережившие расставание, уже к середине произведения превращаются в «царицу», но в «Топит» персонаж только на пути к этому. Илья Воронин в обзоре для «Звука» написал: «Царица всех баров в русскоговорящей части вселенной выпустила новую песню, в которой аккуратно продолжает оставаться верной себе. В тексте по-прежнему говорится о непосильной женской доле, чью тяжесть скрашивает помощь с небес. Все это под стадионных масштабов поп-ритмы, чтобы можно было и потанцевать при случае, и надрывно вместе с царицей заламывать руки. Поскольку какая же женщина не согласится с тем, что ее доля тоже как минимум непростая?»

## Чарты

### Еженедельные чарты
| Чарт (2024—2025)   | Высшая позиция |
| ------------------ | -------------- |
| Беларусь (TopHit)  | 15             |
| Казахстан (TopHit) | 3              |
| Латвия (TopHit)    | 12             |
| Литва (TopHit)     | 5              |
| Молдова (TopHit)   | 6              |
| Россия (TopHit)    | 3              |
| Эстония (TopHit)   | 95             |

### Ежемесячные чарты
| Чарт (2024—2025)   | Высшая позиция |
| ------------------ | -------------- |
| Беларусь (TopHit)  | 20             |
| Казахстан (TopHit) | 5              |
| Латвия (TopHit)    | 17             |
| Литва (TopHit)     | 13             |
| Молдова (TopHit)   | 18             |
| Россия (TopHit)    | 3              |

### Годовые чарты
| Чарт (2024)     | Позиция |
| --------------- | ------- |
| Россия (TopHit) | 148     |